# Convento de San Francisco del Berrocal
El convento de San Francisco del Berrocal es un edificio histórico del siglo XVI ubicado en el municipio español de Belvís de Monroy, en la provincia de Cáceres. Fue fundado en 1505 como convento para franciscanos descalzos, quienes lo ocuparon hasta la primera mitad del siglo XIX. El edificio es internacionalmente conocido por ser el lugar del que partió en 1523 la expedición de los doce apóstoles de México, los primeros misioneros que evangelizaron lo que unos años más tarde sería conocido como el virreinato de Nueva España. En 1989 fue adquirido por la Junta de Extremadura, que en la última década del siglo XX promovió la rehabilitación de parte del edificio para usarlo con fines culturales.
Se ubica en un paraje rústico, 1 km al sureste de la villa de Belvís y 2 km al sur de Casas de Belvís, junto a la ermita del Berrocal.  El edificio es candidato a Bien de Interés Cultural desde 1994.

## Historia
El convento franciscano de Belvís de Monroy tiene su origen en las controversias internas de la Orden Franciscana que dieron origen a la formación de los franciscanos descalzos como una reforma más austera de los principios franciscanos. En 1500, se refugiaron en la ermita del Berrocal tres frailes que habían decidido salir de su convento por defender la descalcez. Aunque en sus orígenes se asentaron en unos chozos de escoba, los señores de la villa decidieron proteger a los monjes donando un terreno junto a la ermita para construir el actual edificio. En 1505, la diócesis de Plasencia autorizó la fundación del convento, que fue inaugurado en 1509.
El edificio tiene un valor histórico singular, ya que de él partieron los doce apóstoles de México, los doce primeros varones apostólicos que acudieron a las Indias en 1524. Se suele denominar «la época de los doce» al período comprendido entre 1524 y 1569, distinguiéndose como misioneros y también como antropólogos, exploradores y fundadores de pueblos. Así se inició la vinculación de Extremadura con el Nuevo Mundo en el aspecto de la evangelización de las tierras recién descubiertas.
Según el Interrogatorio de la Real Audiencia de Extremadura de 1791, en aquella época el convento seguía habitado por quince franciscanos descalzos, estando financiado por las limosnas de los vecinos de la zona y especialmente las de los señores de la villa, quienes seguían siendo patronos del edificio. El convento carecía de enfermería propia, ya que los frailes enfermos iban a la enfermería que había en la cercana villa de Casatejada. El edificio fue quemado por la Grande Armée el 4 de agosto de 1809, pasando a estar habitado por un grupo reducido de frailes hasta su definitiva exclaustración en 1848. Aunque su escasa población lo debería haber incluido en la desamortización de Mendizábal en 1835, se evitó en aquel momento abrir un expediente debido al mal estado del edificio, subastándose tras abrirse un nuevo expediente en 1847, tras lo cual pasó a ser una finca privada.

## Descripción

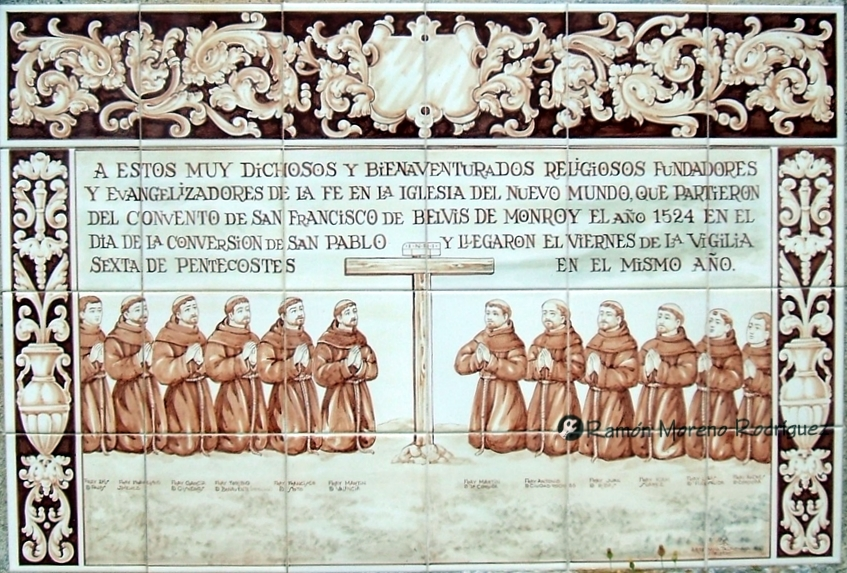
Azulejo de los doce apóstoles de México ubicado a las afueras

Exteriormente, el templo conventual es una construcción de mampostería reforzada con una serie de contrafuertes de sección rectangular. La cabecera es más estrecha que la nave, con cubierta a dos aguas esta y a cuatro aguas la cabecera. El vano de acceso, en el lado del evangelio, tiene arco de medio punto de sillares bien escuadrados. Flanquean el vano dos trozos de fustes y capiteles de columnas de granito, respondiendo su tipología al siglo XVI. Otro vano de idénticas características se abre en el lado de la epístola, comunicando el templo con el resto de las dependencias monacales.
Interiormente, la nave se cubre con bóveda de cañón con lunetos y la cabecera con cúpula de media naranja rematada en el exterior con una linterna. A los pies, se ubica el coro sobre arco rebajado que parte de dos pilastras adosadas de granito.
Es muy probable que el templo fuese remodelado en la etapa barroca, sustituyéndose el artesonado o las bóvedas de crucería por el cañón con luneto. Por el interior se distribuyen trozos de fustes de columnas, basas, capiteles y algunas cerámicas recogidas en distintas dependencias durante el proceso de restauración y expuestas a la contemplación de los visitantes.
El complejo arquitectónico de las dependencias conventuales (claustro, celdas, refectorio, etc.) continúa en su mayor parte en ruinas, siendo lo mejor conservado una crujía en cuya planta baja persisten cuatro tramos con bóveda de arista, comunicadas con un pasillo común cubierto con una curiosa bóveda de cañón.
En muchos lienzos de muro, se pueden contemplar aún armoniosos esgrafiados y restos de pinturas que decoraban el interior de las estancias. Las mechinas de varias paredes demuestran la antigua existencia de tres pisos en algunas dependencias, lo que presupone un número de frailes elevado ocupando el convento. Existen un aljibe y un estanque que recibían el agua de un manantío situado fuera del convento, a través de una curiosa red de tuberías de mampuesto.

## Estado actual
El convento fue rescatado del abandono y el olvido por la ciudad mexicana de Huejotzingo, localidad del estado de Puebla que se desarrolló en el siglo XVI gracias a un convento fundado por la expedición que partió de Belvís de Monroy. En 1966 se firmó un hermanamiento entre Huejotzingo y Belvís, que incluyó la entrega de una estatua de bronce, obra de Jesús Corro Ferrer, que quedó albergada en la vecina ermita del Berrocal. Esto sorprendió a los vecinos de Belvís, quienes hasta entonces desconocían por lo general la importancia que la expedición había tenido para la historia del catolicismo mexicano.
En 1989, siendo cercanas las celebraciones por los 500 años del descubrimiento de América, la recién creada Junta de Extremadura decidió adquirir las ruinas del edificio, recuperando en una primera intervención el templo conventual con una restauración respetuosa con lo que fue en origen, y añadiéndose en una segunda fase la restauración de otras dependencias como el claustro; sin embargo, otras amplias zonas del convento permanecen todavía en ruinas. La restauración se llevó a cabo entre 1991 y 1997, bajo la dirección de empresas contratadas por la Junta, aunque también participaron en diversos trabajos auxiliares dos escuelas taller promovidas por el Ayuntamiento de Belvís de Monroy. La primera escuela taller ubicó en 1994 en el atrio un crucero, diseñado por Francisco Javier Timón según la forma tradicional de los cruceros extremeños. La segunda escuela taller, que comenzó sus trabajos en 1995, se encargó de la recuperación del claustro.
Luego de esta restauración parcial, el edificio ha sido usado en el siglo XXI con fines culturales, albergando actividades como exposiciones, actuaciones de coros y entregas de premios. En 2009 se llevaron a cabo varios actos con motivo del quinto centenario de la inauguración del convento, que incluyeron la inauguración de un monumento conmemorativo, conferencias y rutas de senderismo, entre otras actividades. En 2013, el Museo de Cáceres dio a conocer como objeto destacado un reloj de sol de los siglos XVII-XVIII procedente de este convento.